# Ty thể

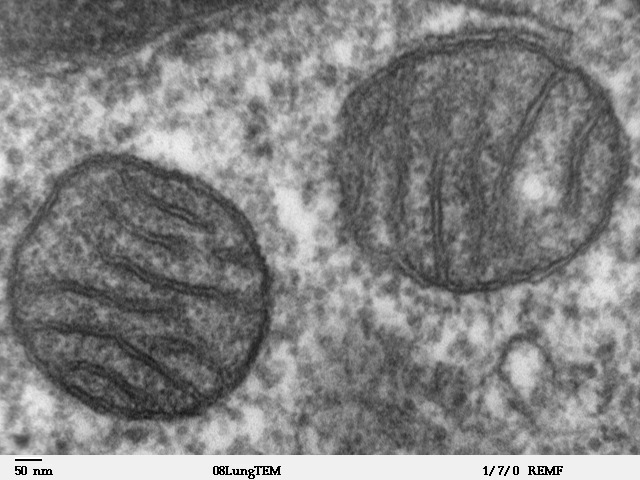
Ảnh chụp hiển vi điện tử của hai ty thể trong tế bào mô phổi động vật có vú cho thấy chất nền và những lớp màng bao bọc bào quan.

Ty thể (tiếng Anh: mitochondrion, số nhiều: mitochondria) là một bào quan với màng kép và hiện diện ở tất cả sinh vật nhân thực. Tuy vậy, vẫn có một số tế bào ở các sinh vật đa bào thiếu đi bào quan này (chẳng hạn như tế bào hồng cầu). Một vài sinh vật đơn bào (như Microsporidia, Parabasalia, Diplomonadida) cũng tiêu giảm hoặc biến đổi ty thể của chúng thành những cấu trúc khác. Đến nay, duy chỉ có sinh vật nhân thực chi Monocercomonoides là được biết đã hoàn toàn mất đi ty thể. Trong tiếng Anh, từ mitochondrion bắt nguồn từ tiếng Hy Lạp μίτος, mitos, nghĩa là "sợi" và χονδρίον, chondrion, nghĩa là "hạt". Ty thể giúp tạo ra phần lớn loại phân tử cao năng là adenosine triphosphate (ATP), một nguồn năng lượng hóa học cung cấp cho hầu hết các hoạt động của tế bào. Chính vì vậy, ty thể còn được gọi là "nhà máy năng lượng của tế bào".
Đường kính ty thể thông thường dao động từ 0,75 đến 3 μm, nhưng giữa các ty thể lại khác biệt đáng kể về kích thước và cấu trúc. Trừ khi được nhuộm với thuốc nhuộm đặc hiệu, bình thường chúng ta không thể quan sát được bào quan này. Bên cạnh chức năng cung cấp năng lượng cho tế bào, ty thể còn tham gia vào những vai trò quan trọng khác, như truyền nhận tín hiệu, biệt hóa tế bào và chết rụng tế bào, cũng như duy trì việc kiểm soát chu kỳ tế bào và sinh trưởng tế bào. Những chức năng này được phối hợp một phần bởi quá trình tăng sinh ty thể. Ngoài ra, ty thể còn liên quan đến một số bệnh lý ở người, bao gồm rối loạn ty thể, rối loạn chức năng tim mạch, suy tim và tự kỷ.
Số lượng ty thể trong mỗi tế bào có thể biến động mạnh mẽ tùy thuộc vào từng cơ thể sống, loại mô và loại tế bào. Thí dụ, trong khi tế bào hồng cầu không có ty thể nào, thì tế bào gan lại có thể có hơn 2000 ty thể. Ty thể được cấu trúc thành các ngăn hay các phần riêng biệt nhằm đảm nhận những chức năng chuyên hóa khác nhau. Các cấu thành hay được nhắc đến của ty thể bao gồm màng ngoài, xoang gian màng, màng trong, mào và chất nền.
Mặc dù phần lớn DNA tế bào nằm trong nhân, bào quan ty thể vẫn sở hữu một hệ gen độc lập – gần như tương tự hệ gen vi khuẩn. Giống như số lượng, protein ty thể cũng biến động giữa các loại mô và các loài sinh học khác nhau. Ở người, 615 dạng protein khác nhau đã được xác định từ ty thể của tim, còn ở chuột, con số này là 940 protein. Hệ protein ty thể được cho rằng có khả năng điều hòa cân bằng động.

## Lịch sử
Những quan sát đầu tiên về các cấu trúc nội bào có khả năng cao là ty thể đã được công bố vào khoảng thập niên 1840. Năm 1890, Richard Altmann đã chứng minh đây chính là những bào quan tế bào và gọi chúng với cái tên "bioblast" (thể sinh bào). Thuật ngữ "mitochondria" (ty thể) được Carl Benda đặt ra 8 năm sau đó. Tiếp đến, Leonor Michaelis khám phá ra thuốc nhuộm Janus Green B có thể được sử dụng để nhuộm tươi ty thể vào năm 1900. Năm 1904, Friedrich Meves đã ghi lại những quan sát đầu tiên về ty thể ở thực vật; đối tượng nghiên cứu của ông là tế bào cây hoa súng trắng, Nymphaea alba. Năm 1908, ông cùng với Claudius Regaud đề xuất ty thể có thể có chứa protein và lipid. Năm 1912, Benjamin F. Kingsbury lần đầu tiên cho rằng bào quan này có liên quan đến quá trình hô hấp tế bào, nhưng hầu như chỉ dựa trên những quan sát về hình thái học. Một năm sau đó, Otto Heinrich Warburg đã mắc nối những tiểu hạt được tách chiết từ gan chuột với quá trình hô hấp, ông gọi những tiểu hạt đó là "grana". Một nhà khoa học khác cũng nghiên cứu về vấn đề này là Heinrich Otto Wieland, mặc dù công nhận cơ chế tiểu hạt, ông lại bất đồng với Warburg về bản chất hóa học của quá trình hô hấp. Cuộc tranh cãi vẫn tiếp diễn sau đó, cho đến tận năm 1925 khi David Keilin khám phá ra cytochrome (hay còn gọi là sắc tố tế bào), từ đó hoàn thiện cơ chế chuỗi chuyền điện tử trong hô hấp tế bào.
Năm 1939, những thí nghiệm trên các tế bào cơ tinh chiết đã chứng minh rằng: trong quá trình hô hấp tế bào, cứ một nguyên tử oxy đi vào quá trình thì có thể tạo nên hai phân tử adenosine triphosphate (ATP). Đến năm 1941, nhà hóa sinh Fritz Albert Lipmann đã phát triển ý tưởng cho rằng những liên kết phosphate của ATP chính là một dạng năng lượng tham gia vào những quá trình chuyển hóa tế bào. Trong những năm tiếp theo, các cơ chế đằng sau quá trình hô hấp tế bào dần dần được hoàn thiện, mặc dù mối liên hệ của quá trình này với bào quan ty thể vẫn chưa được sáng tỏ hoàn toàn. Kỹ thuật phân đoạn tế bào do Albert Claude giới thiệu đã cho phép tách riêng ty thể khỏi những phần còn lại của tế bào và như vậy, ta có thể phân tích hóa sinh chỉ trên riêng đối tượng này. Năm 1946, Claude tuyên bố: enzyme cytochrome oxidase cùng những enzyme khác có tham gia vào chuỗi chuyền điện tử trong hô hấp tế bào đã được ông tách chiết từ ty thể. Năm 1948, Eugene Kennedy và Albert Lehninger phát hiện ra ty thể cũng là nơi xảy ra quá trình phosphoryl hóa oxy hóa ở sinh vật nhân thực. Theo thời gian, công nghệ phân đoạn đã được cải tiến mạnh mẽ, nâng cao chất lượng những ty thể phân lập được, cũng như các yếu tố khác tham gia vào quá trình hô hấp tế bào xảy ra tại bào quan này.
Năm 1952, những ảnh chụp vi ký điện tử độ phân giải cao lần đầu tiên xuất hiện. Phương pháp này dần thay thế kỹ thuật nhuộm bằng thuốc Janus Green cổ điển và trở thành cách ưa thích để trực quan hóa hình ảnh ty thể. Phương pháp này giúp các nhà khoa học phân tích cấu trúc ty thể một cách chi tiết hơn, chẳng hạn như xác định được ty thể có lớp màng bao ngoài. Những tấm ảnh chụp được cũng cho thấy ty thể còn có thêm một lớp màng thứ hai bên trong, gấp nếp thành các mào lấn sâu vào khoang chất nền trung tâm; đồng thời cũng cho biết sự sai khác phong phú về kích thước và hình dạng ty thể giữa các tế bào với nhau.
Biệt danh nổi tiếng của ty thể: "nhà máy năng lượng của tế bào" là do Philip Siekevitz đặt cho ty thể năm 1957.
Năm 1967, người ta phát hiện ty thể có chứa ribosome. Một năm sau đó, 1968, giới khoa học tiếp tục phát triển các phương pháp lập bản đồ gen ty thể. Cuối cùng, bản đồ di truyền và vật lý của hệ gen lập từ DNA ty thể nấm men đã hoàn thành năm 1976.

#### Mào

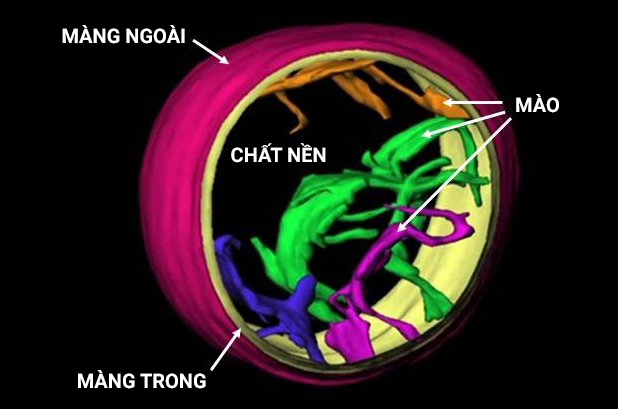
Hình ảnh cắt ngang của mào trong ty thể gan chuột thể hiện cấu trúc 3D của nó cũng như mối liên hệ với màng trong

#### Cơ sở phân tử của cơ chế buộc kết

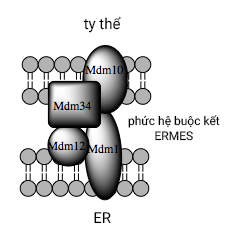
Mô hình phức hệ buộc kết đa protein ở nấm men, ERMES

## Tổ chức và phân bố

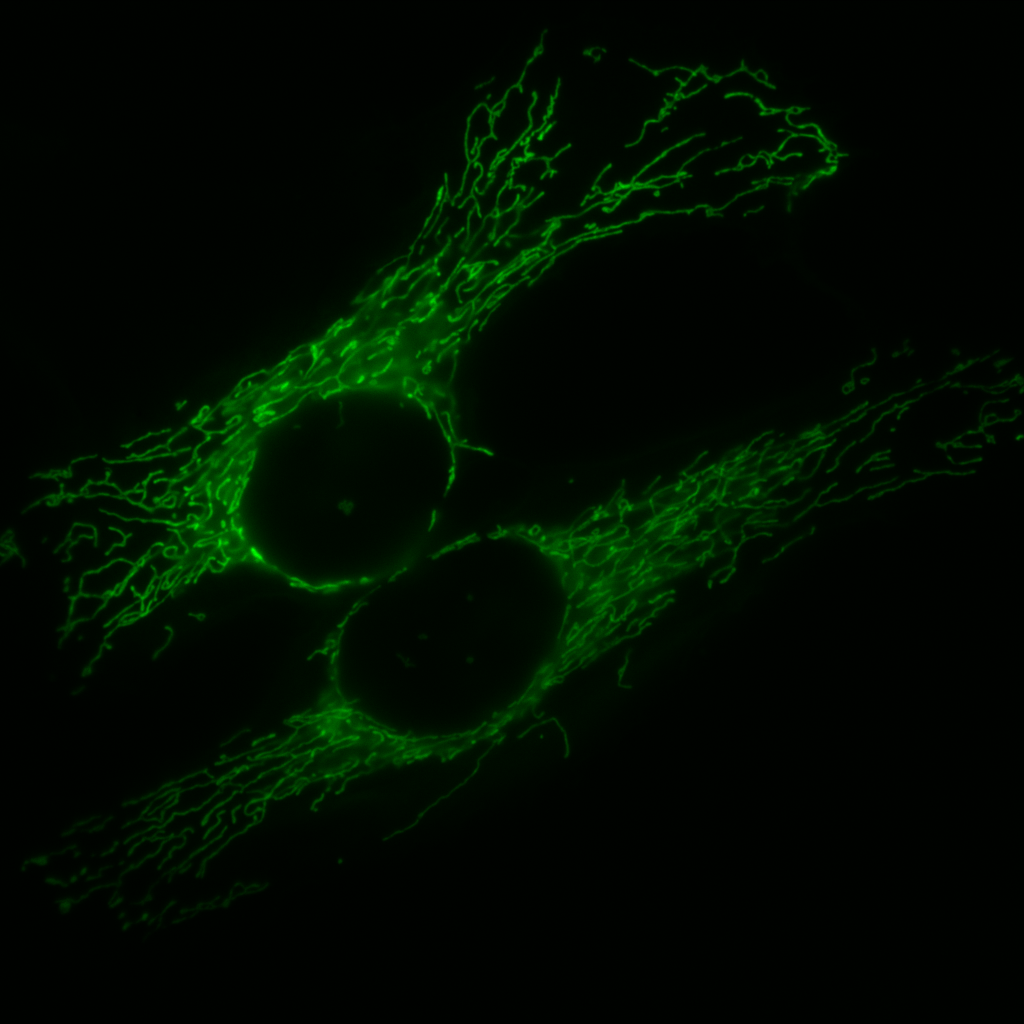
Mạng lưới ty thể điển hình (xanh lục) trong hai tế bào người (tế bào HeLa)